# Lotononis wyliei
Lotononis wyliei är en ärtväxtart som beskrevs av John Medley Wood. Lotononis wyliei ingår i släktet Lotononis och familjen ärtväxter. Inga underarter finns listade i Catalogue of Life.